# Lichte golfbandmot
De lichte golfbandmot (Paratalanta pandalis) is een vlinder uit de familie van de grasmotten (Crambidae). De spanwijdte van de vlinder bedraagt tussen de 25 en 29 millimeter. De soort overwintert als rups.

## Waardplanten
De lichte golfbandmot heeft brandnetel, ballote, munt, echte marjolein, tijm, wilde gagel, guldenroede en heggenwikke als waardplanten.

## Voorkomen in Nederland en België
De lichte golfbandmot is in Nederland en België een lokale en zeldzame soort. In Nederland wordt de soort vooral op de Veluwe gezien. De soort kent één generatie die vliegt in de periode juni-juli.